# Helicia longipetiolata
Helicia longipetiolata är en tvåhjärtbladig växtart som beskrevs av Merr. & Chun. Helicia longipetiolata ingår i släktet Helicia och familjen Proteaceae. Inga underarter finns listade i Catalogue of Life.